# Церква Святої Великомучениці Параскеви (Козина)

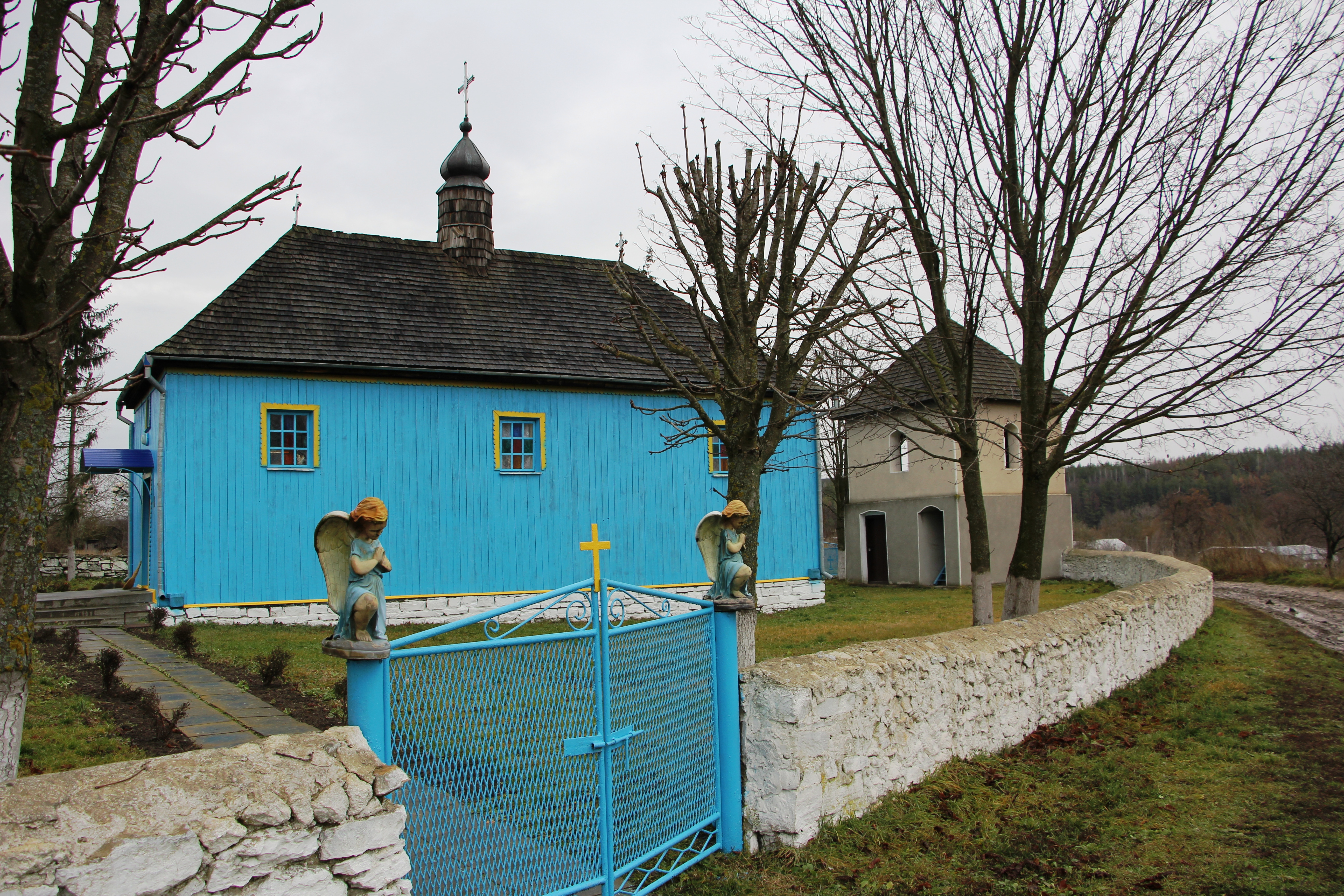
Вигляд на церкву

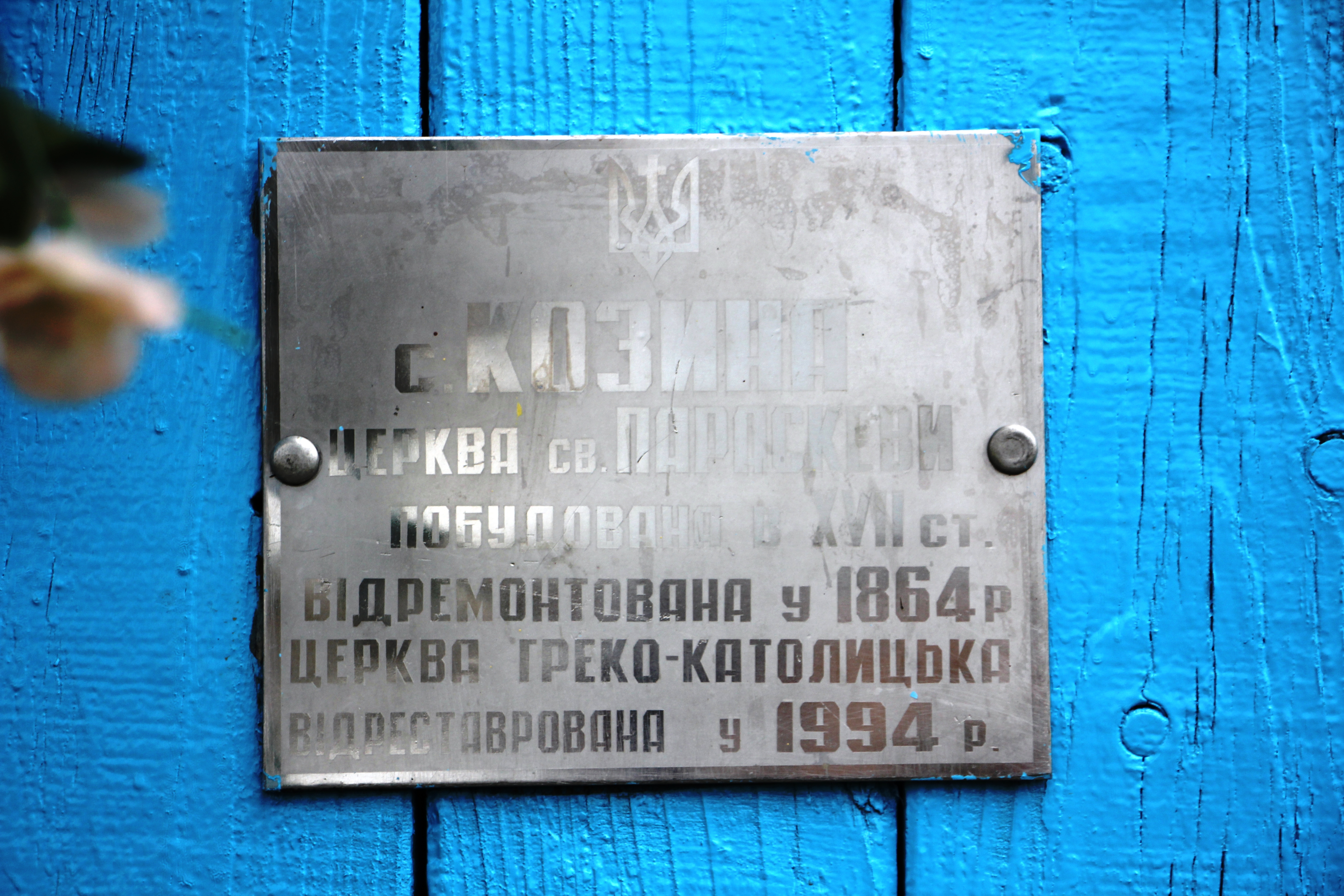
Табличка

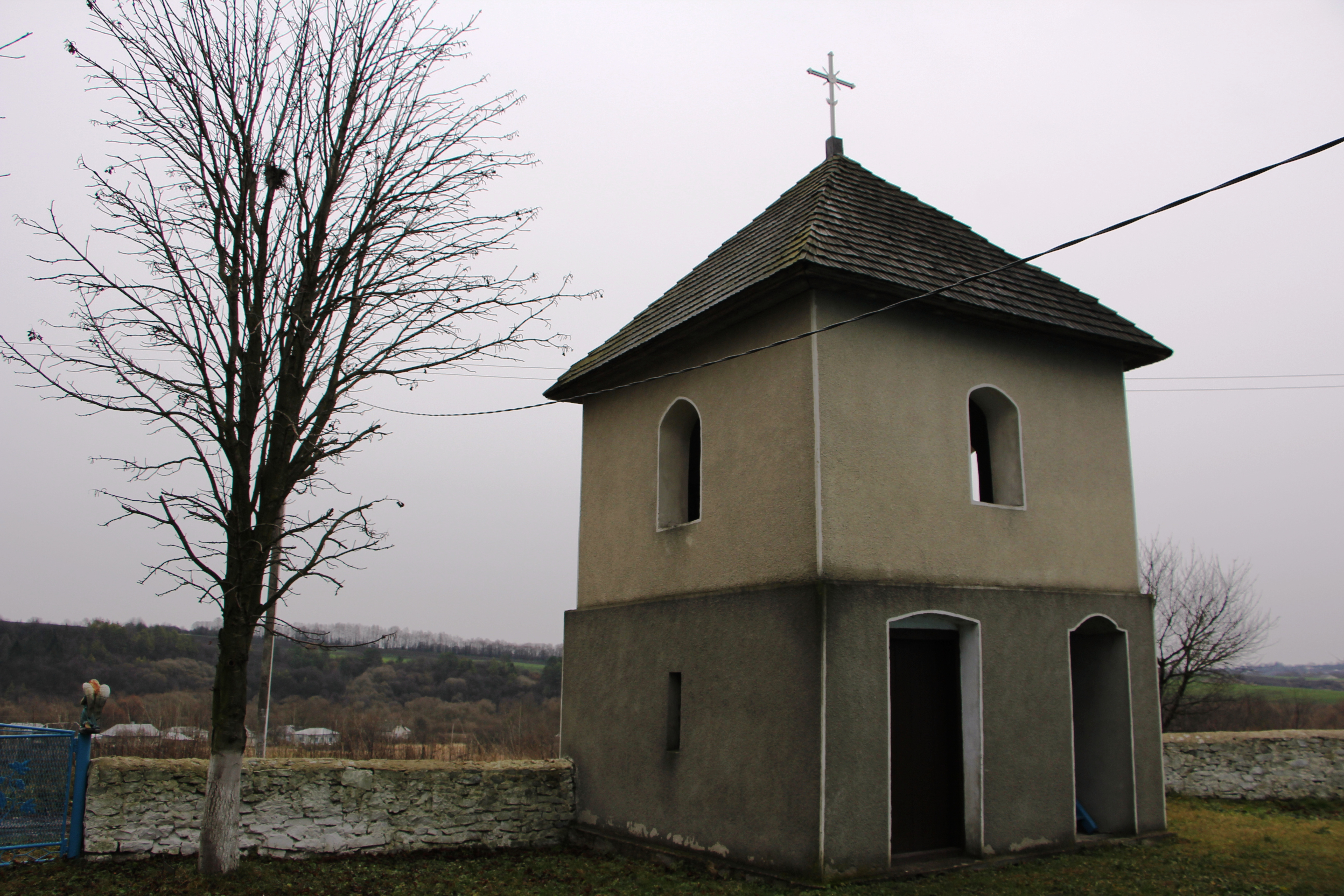
Дзвіниця

Церква Святої Параскеви в Козині — парафія і храм греко-католицької громади Гримайлівського деканату Бучацької єпархії Української греко-католицької церкви в селі Козина Чортківського району Тернопільської области.
Церква та дзвіниця оголошені пам'ятками архітектури національного значення (охоронні номери 1577/1, 1577/2).

## Історія церкви
Перша церква Святої Параскеви в селі Козина була збудована з дуба у 1730 році й освячена отцем Лісенецьким. У ті часи парафія була дочірньою до парафії села Кокошинці. Згідно з архівними даними, під час служіння отця Семена Ляховича стара церква і дзвіниця згоріли. На їх місці у 1864 році збудували нову церкву, також із дуба.
З 1946 по 1993 рік церква перебувала під юрисдикцією РПЦ, а у 1960 році її закрила державна влада.
У 1993 році парафія відновила свою діяльність у лоні УГКЦ, ставши дочірньою до парафії села Красне. У 1994 році храм був відреставрований.
На парафії діє братство «Апостольство молитви». Катехизацію проводить священник, а старшими братом і сестрицею є Я. Смолінський та О. Ратич відповідно.

## Парохи
| Ім'я                   | Роки                                   | Світлини |
| ---------------------- | -------------------------------------- | -------- |
| о. Михайло Повідайчук  | (1730—?)                               |          |
| о. Григорій Прокопович | (1750—?)                               |          |
| о. Семен Ляхович       | (1853—?)                               |          |
| о. Дмитро Ксьонжек     | (1892—1943)                            |          |
| о. Іван Пачовський     |                                        |          |
| о. Олег Сарабун        | (1994—1998)                            |          |
| о. Степан Гордій       | (1998—2006)                            |          |
| о. Степан Війтишин     | (2006)                                 |          |
| о. Олег Сарабун        | (адміністратор від 2006 і до сьогодні) |          |